# 東里村 (奈良県添上郡)
東里村（ひがしさとむら）は、奈良県北部、添上郡に属していた村。現在は奈良市の東部。

## 歴史
- 1889年（明治22年）4月1日 - 町村制の施行により、添上郡 中ノ川村、鳴川村、法用村、平清水村、園田村、南ノ庄村、北村、須川村が合併し添上郡東里村が成立。
- 1957年（昭和32年）9月1日 - 田原村、大柳生村、柳生村、狭川村とともに奈良市へ編入される。同日東里村廃止。